# ایاپل (شیلی)
ایاپل (شیلی) (به اسپانیایی: Illapel) یک شهرستان‌ در شیلی است که در چوآپا واقع شده‌است. ایاپل ۲٬۶۲۹٫۱ کیلومترمربع مساحت و ۳۰٬۰۷۴ نفر جمعیت دارد و ۳۸۸ متر بالاتر از سطح دریا واقع شده.

## خواهرخوانده
شهر اسلایگو خواهرخواندهٔ ایاپل هست.